# Pseudoparlatoria occultata
Pseudoparlatoria occultata är en insektsart som först beskrevs av Hempel 1937.  Pseudoparlatoria occultata ingår i släktet Pseudoparlatoria och familjen pansarsköldlöss. Inga underarter finns listade i Catalogue of Life.